# Étienne Lécapène
Pour les articles homonymes, voir Lécapène.
Étienne Lécapène (en grec : Στέφανος Λακαπηνός), né en 910 et mort le 18 avril 963, est le deuxième fils de Romain Ier Lécapène et de Théodora.

## Biographie
Son père l'associe au trône avec son frère Constantin le 25 décembre 924. Il y avait déjà deux empereurs associés : son frère aîné Christophe et son beau-frère Constantin VII Porphyrogénète, de la dynastie macédonienne.
Son frère aîné meurt en 931 et Romain Ier place Constantin VII à la seconde place. Craignant pour leur avenir, les deux frères renversent Romain Ier le 20 décembre 944, écartant Constantin VII, mais le peuple leur préfère Constantin et ils sont détrônés et exilés le 27 janvier 945.
Il épouse Anne Gabalas et a un fils, Romain, qui est sébastophore.